# Élections législatives égyptiennes de 2010
 (février 2025).
Si vous disposez d'ouvrages ou d'articles de référence ou si vous connaissez des sites web de qualité traitant du thème abordé ici, merci de compléter l'article en donnant les références utiles à sa vérifiabilité et en les liant à la section « Notes et références ».
Les élections législatives égyptiennes de 2010 se sont déroulées les 28 novembre et 5 décembre 2010.
Les résultats du scrutin sont l'une des causes de la révolution égyptienne de 2011.

## Contexte
Les dernières élections législatives en 2005 avaient conduit à la victoire du Parti national démocratique, qui soutient le président Hosni Moubarak, au pouvoir depuis 1981. Ces élections ont marqué le léger recul du parti au pouvoir, qui obtint 311 sièges sur 444 (soit 93 de moins), et la principale formation d'opposition qui a émergé est celle des Frères musulmans (88 sièges). Mais le mouvement étant officiellement interdit en Égypte, ses candidats se sont présentés à titre indépendant. Le principal parti d'opposition libéral-démocrate n'a obtenu que 5 sièges.

## Résultats
Pour la 9e assemblée de la constitution de 1971, 518 sièges étaient à pourvoir dont 10 nommés par le président Moubarak et 64 sièges additionnels réservés à des femmes.
Les résultats ont redonné une très forte majorité au parti du président, les Frères musulmans ne conservant qu'un seul siège.
- Parti national démocratique : 420 sièges, soient 81,0 %
- Hizb al-Wafd al-Jadid (Démocratie libérale) : 6 sièges, soient 1,1 %
- Hizb al Tagammu' al Watani al Taqadomi al Wahdawi (Socialisme démocratique) : 5 sièges, soient 0,9 %
- Hizb al-Ghad (Démocratie libérale) : 1 siège, soient 0,2 %
- Parti nassériste arabe démocratique : 0 siège
- Hizb al-Ahrar : 0 siège
- Hizb Al-'Adala al- Ijtima'iyya (Parti de la justice sociale) :  1 siège, soient 0,2 %
- Hizb El-Geel al-Democrati (Démocratie libérale) : 1 siège, soient 0,2 %
- Hizb El-Salaam al-Democrati (Démocratie libérale) : 1 siège, soient 0,2 %
- Indépendants (Frères musulmans) : 1 siège, soient 0,2 %
- Indépendants (autres) : 70 sièges
- Non élus : 10 sièges